# Wawrzyniec Żmurko
Wawrzyniec Żmurko (ur. 10 lipca 1824 w Jaworowie, zm. 3 kwietnia 1889 we Lwowie) – polski matematyk, profesor Uniwersytetu Lwowskiego i Politechniki Lwowskiej, wynalazca konograficznych przyrządów geometrycznych, uważany za prekursora lwowskiej szkoły matematycznej. 

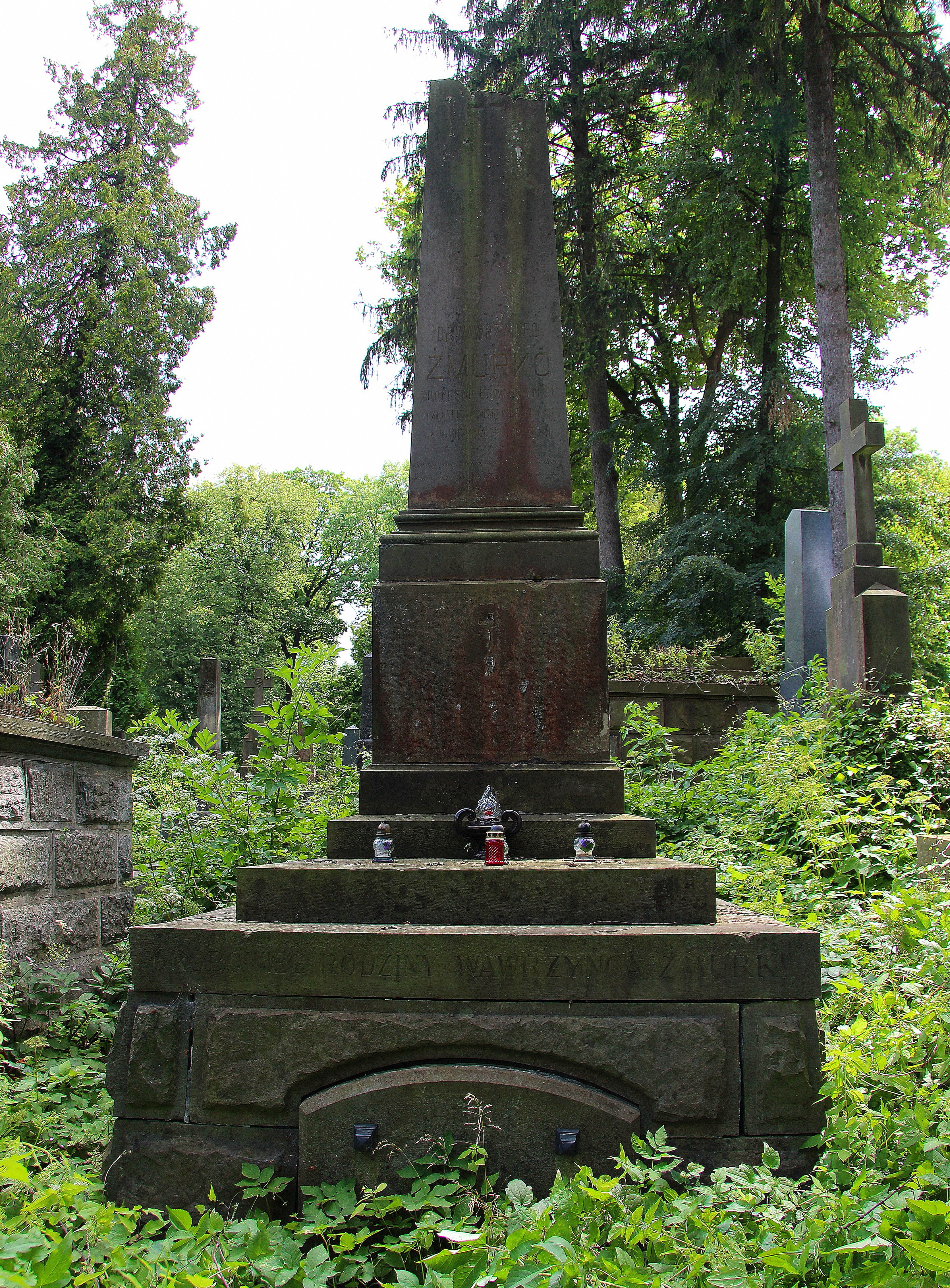
Grobowiec Wawrzyńca Żmurki

## Życiorys
Pochodził z rodziny chłopskiej. Ukończył gimnazjum w Przemyślu i dwuletni kurs filozoficzny we Lwowie. W latach 1845–1849 studiował prawo na Uniwersytecie Lwowskim i matematykę na Uniwersytecie Wiedeńskim. W 1848 udał się do Wiednia, gdzie utrzymując się z udzielania lekcji uczęszczał na wykłady na uniwersytecie i politechnice. W 1849 został mianowany docentem Politechniki Wiedeńskiej. Jego rozprawa habilitacyjna pod tytułem Beitrag zum Integralcalcul ukazała się w Sprawozdaniach z posiedzeń Akademii Umiejętności w Wiedniu. W 1851 jako pierwszy Polak otrzymał kierownictwo katedry w Akademii Technicznej we Lwowie (przekształconej w Politechnikę w 1877). W 1871 został kierownikiem katedry matematyki na Uniwersytecie Lwowskim. Pracował równolegle na obu stanowiskach do roku 1884, w którym ustąpił ze stanowiska na Politechnice, pozostając do śmierci na Uniwersytecie. Był dziekanem Wydziału Filozoficznego UL w roku akademickim 1878/1879 i rektorem UL w roku 1885/1886.
W 1878 został uhonorowany tytułem doktora honoris causa Uniwersytetu Franciszkańskiego we Lwowie.
Należał do Akademii Umiejętności w Krakowie (od 1872) i Towarzystwa Nauk Ścisłych w Paryżu. Był również członkiem pierwszego zarządu (wydziału) lwowskiego Towarzystwa dla Pielęgnowania i Rozpowszechniania Wiadomości Technicznych, Przemysłowych i Przyrodniczych (utworzone w 1862, formalnie działające od 1866, kiedy zatwierdzono statut i wybrano władze). W latach 1879–1981 był prezesem Polskiego Towarzystwa Przyrodników im. Kopernika.
Publikował w języku polskim i niemieckim, jego rozprawy ukazywały się w publikacjach stowarzyszeń naukowych. Dotyczyły teorii równań różniczkowych, teorii funkcji analitycznych i rzeczywistych, algebry liniowej i zastosowań matematyki. Za jego najważniejsze dzieło uważa się Wykład matematyki na podstawie ilości o dowolnych kierunkach (2 tomy, 1861, 1864). Swoją rozprawę pt. Badania w dziedzinie nauki o równaniach oparte na poglądach analityczno-geometrycznych w przestrzeni (1879) zadedykował Józefowi Ignacemu Kraszewskiemu. Opisał w niej wynalezione przez siebie przyrządy konograficzne, które miały ułatwiać kreślenie krzywych stożkowych oraz urządzenie o nazwie integrator do graficznego rozwiązywania zadań z rachunku całkowego. Wynalezione przez niego przyrządy nagrodzono medalami na wystawach (Wiedeń 1873, Lwów 1877, Paryż 1878 Londyn 1878).
Jego żoną była Helena (zm. 1894 w wieku 67 lat). Był ojcem malarza Franciszka Żmurki i teściem prof. Oskara Fabiana. Został pochowany na Cmentarzu Łyczakowskim we Lwowie.